# Campeonato Citadino de Porto Alegre 1920
In 1920 werd het elfde Campeonato Citadino de Porto Alegre gespeeld voor voetbalclubs uit de Braziliaanse staat Porto Alegre, de hoofdstad van Rio Grande do Sul. De competities werd georganiseerd door de APAD (Associação Porto Alegrense de Desportos ) en werd gespeeld van 18 april tot 28 november. Internacional werd kampioen. Grêmio, werd uit de competitie gezet omdat ze spelers opstelden van het vroegere Frisch Auf, terwijl dat niet toegelaten was. 

## Eindstand
| Plaats | Club             | Wed. | W | G | V | Saldo | Ptn. |
| ------ | ---------------- | ---- | - | - | - | ----- | ---- |
| 1.     | Internacional    | 8    | 6 | 1 | 1 | 30:9  | 13   |
| 2.     | FBC Porto Alegre | 5    | 3 | 0 | 2 | 16:14 | 6    |
| 3.     | Cruzeiro         | 4    | 2 | 0 | 2 | 10:8  | 4    |
| 4.     | São José         | 3    | 0 | 1 | 2 | 8:10  | 1    |
| 5.     | Tabajara         | 4    | 0 | 0 | 4 | 4:27  | 0    |

### Kampioen
| Campeonato Citadino de Porto Alegre de 1920 |
| ------------------------------------------- |
| INTERNACIONAL 6º Titel                      |